# Timandra convectaria
Timandra convectaria là một loài bướm đêm trong họ Geometridae.